# Lingyun Zhiqin
Lingyun Zhiqin (chiń. 霊雲志勤; pinyin Língyún Zhìqín; kor. 령운지근 Lyŏngun Chigŭn; jap. Reiun Shigon; wiet. Linh Vân Chí Cần, zm. IX wiek) – chiński mistrz chan ze szkoły guiyang.

## Życiorys
Pochodził z miasta Changxi w prowincji Ben (obecnie jest to miasto Xiapu na wybrzeżu w prowincji Fujian). Był uczniem i ostatecznie spadkobiercą Dharmy mistrza chan Guishana Lingyou. Osiągnął oświecenie po zobaczeniu rozkwitłego drzewa brzoskwini. Po tym doświadczeniu skomponował wiersz:
| Od trzydziestu lat poszukiwałem szablisty. Wiele razy opadły liście, obnażając gałęzie. Po zobaczeniu rozkwitłej brzoskwini. Nigdy więcej nie wątpiłem. |

Mnich spytał: „Jak ktoś może uciec od narodzin, starości, choroby i śmierci?”
Lingyun powiedział: „Zielona góra zasadniczo nie porusza się, ale przepływające chmury poruszają się do tyłu i naprzód.”
Mnich spytał: „Jakie jest wielkie znaczenie naszej szkoły?”
Lingyun powiedział: „Sprawy osła są niedokończone, ale sprawy konia pojawiają się.”
Mnich powiedział: „Nie rozumiem.”
Lingyun powiedział: „Spektakle wydarzają się każdej nocy, ale zasadniczy duch jest spotykany rzadko.”

## Linia przekazu Dharmy zen
Pierwsza liczba oznacza liczbę pokoleń mistrzów od 1 Patriarchy indyjskiego Mahakaśjapy.
Druga liczba oznacza liczbę pokoleń od 28/1 Bodhidharmy, 28 Patriarchy Indii i 1 Patriarchy Chin.
Trzecia liczba oznacza początek nowej linii przekazu w danym kraju.
- 36/9. Baizhang Huaihai (720–814)
  - 37/10. Guishan Lingyou (771–853) szkoła guiyang
    - 38/11. Lingyun Zhiqin (bd)
    - 38/11. Liu Tiemo (bd) mistrzyni chan
    - 38/11. Jingzhao Mihu (bd)
    - 38/11. Jiufeng Zihui (bd)
    - 38/11. Shuanfeng (bd)
    - 38/11. Xiangyan Zhixian (zm. 898)
      - 39/12. Hudou (bd)
      - 39/12. Guang książę

    - 38/11. Yangshan Huiji (814–890)
      - 39/12/1. Sunji (bd) Korea; wprowadził szkołę guiyang do Silli
      - 39/12. Nanta Guangyong (850–938)
        - 40/13. Bajiao Huiqing (bd) koreański mistrz działający w Chinach
          - 41/14. Xingyang Qingrang (bd)